# Aleksandrowo (powiat włocławski)
Aleksandrowo – wieś w Polsce, położona w województwie kujawsko-pomorskim, w powiecie włocławskim, w gminie Brześć Kujawski.
| SIMC    | Nazwa   | Rodzaj    |
| ------- | ------- | --------- |
| 1032692 | Działki | część wsi |
| 1032700 | Formoza | część wsi |

W latach 1975–1998 miejscowość należała administracyjnie do województwa włocławskiego. Według Narodowego Spisu Powszechnego (III 2011 r.) liczyła 324 mieszkańców. Jest szóstą co do wielkości miejscowością gminy Brześć Kujawski.
Niegdyś część dóbr Brzezie, należących do Kronenbergów.